# Айдар, Сесар
Сесар Рафаэль Айдар Вильярреал (исп. César Rafael Haydar Villarreal; род. 31 марта 2001, Суан, Атлантико) — колумбийский футболист, защитник клуба «Ред Булл Брагантино», на правах аренды выступает за клуб «Депортес Толима».

## Клубная карьера
Айдар — воспитанник клуба «Барранкилья». 1 августа 2018 года в матче против «Кукута Депортиво» он дебютировал во Второй лиге Колумбии. В начале 2019 года Айдар присоединился к «Атлетико Хуниор». 30 марта в матче против «Хагуарес де Кордова» он дебютировал в Кубке Мустанга. В своём дебютном сезоне Сесар стал чемпионом Колумбии. Летом 2020 года Айдар подписал контракт с бразильским «Ред Булл Брагантино». Сумма трансфера составила 2,8 млн. евро. 21 ноября в матче против «Баии» он дебютировал в бразильской Серии A.

## Достижения
Клубные
 «Атлетико Хуниор»
- Победитель Кубка Мустанга (1) — Апертура 2019